# Günther Pfaff
Günther Pfaff (ur. 12 sierpnia 1939 w Steyr, zm. 10 listopada 2020 w Garsten) – austriacki kajakarz. Brązowy medalista olimpijski z Meksyku.
Brał udział w czterech igrzyskach olimpijskich (IO 64, IO 68, IO 72, IO 76). W 1968 był trzeci w kajakowych dwójkach na dystansie 1000 metrów, płynął z nim Gerhard Seibold. Był czterokrotnym medalistą mistrzostw świata – zdobył złoto w kajakowej dwójce na dystansie 1000 metrów w 1970. Po srebro sięgał dwukrotnie: w 1966 w K-4 na dystansie 1000 metrów i w 1971 w kajakowej dwójce na dystansie 1000 metrów. W 1970 był również trzeci w kajakowej dwójce na dystansie 500 metrów. W 1967 zdobył brąz mistrzostw Europy w kajakowej czwórce na dystansie 10 000 metrów.